# Lionel Charbonnier
Lionel André Michel Charbonnier (Poitiers, 25 oktober 1966) is een voormalig Frans voetballer en huidig voetbaltrainer. Hij is vooral bekend als derde doelman tijdens het wereldkampioenschap voetbal in 1998, toen hij met Frankrijk in eigen land wereldkampioen werd.
Charbonnier startte zijn carrière bij Baroc om vervolgens via Poitiers bij Auxerre te geraken. Met Auxerre won hij de Division 1 en tweemaal de Coupe de France. Na het behalen van de wereldtitel met Frankrijk in 1998 verhuisde hij naar Rangers, waarmee hij de Scottish Premier League won.
Hij begon na zijn spelersloopbaan als trainer. In april 2016 werd hij aangesteld als assistent-bondscoach van Madagaskar.

## Erelijst
Auxerre
- Division 1: 1995/96
- Coupe de France: 1993/94, 1995/96

 Rangers
- Scottish Premier League: 1998/99

 Frankrijk
- FIFA WK: 1998

Als trainer
 Tahiti onder 20
- OFC U-19 Championship: 2008

Onderscheidingen
- Chevalier of the Légion d'honneur: 1998